# Церква Різдва Пресвятої Богородиці (Голдовичі)
Церква Різдва Пресвятої Богородиці в с. Голдовичі — греко-католицька церква у селі Голдовичі Жидачівського району Львівської області України. Стара будівля церкви була зведена у 1772 році, мала статус пам'ятки архітектури місцевого значення (охоронний № 1907-М), згоріла в 2005 році. На її місці незабаром відбудували нову, муровану церкву.

## Історія
Дерев'яну церкву в Голдовичах побудували в 1772 році. Церква була однозрубною, безверхою, вкритою двосхилим дахом, увінчаним сліпим ліхтарем із маківкою. Біля церкви розташовувалася дерев'яна двоярусна, квадратна у плані дзвіниця із шатровим завершенням. Підпорядковувалася Стрілиському деканату Львівської архиєпархії, станом на 1932 рік парафія церкви нараховувала 343 особи.
У ніч на 20 червня 2005 року церква згоріла. Пожежникам вдалося врятувати дзвіницю та капличку, що стояла поблизу церкви, проте усе церковне майно згоріло. Ймовірною причиною пожежі назвали коротке замикання електромережі. У 2010 році освячено нову, муровану церкву, зведену на місці згорілого храму.